# Плоске (Леб'яжівський округ)
Пло́ске (рос. Плоское) — село у складі Леб'яжівського округу Курганської області, Росія.
Населення — 249 осіб (2010, 386 у 2002).